# Bill Charlap

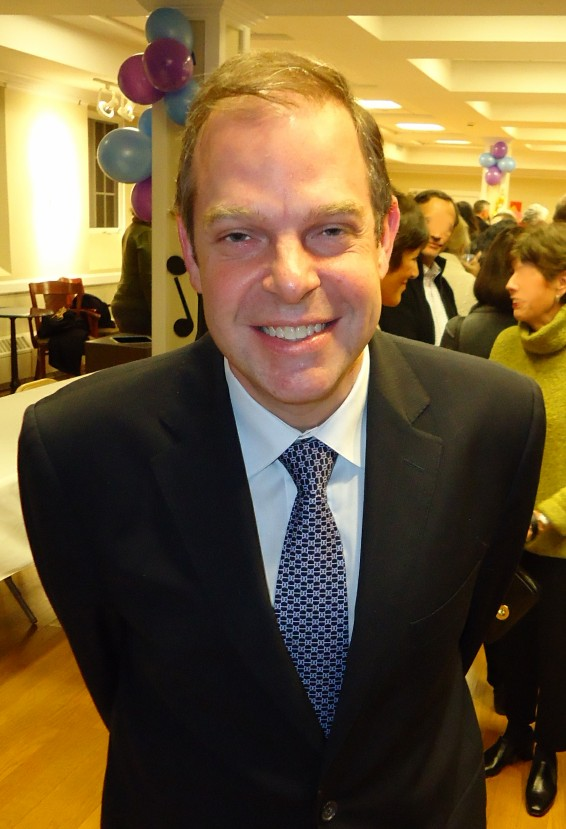
Bill Charlap

Bill Charlap (* 15. Oktober 1966 in New York; vollständiger Name William Morrison Charlap) ist ein US-amerikanischer Jazz-Pianist.

## Leben und Wirken
Bill Charlap begann im Alter von drei Jahren mit dem Klavierspiel. Er stammt aus einer musikalischen Familie; seine Mutter, Sandy Stewart, ist eine Sängerin und sein Vater war der Broadway-Komponist Morrison „Moose“ Charlap. Charlap nahm später mit seiner Mutter das Duett-Album Love Is Here to Stay auf.
Später studierte er klassische Musik, blieb aber dem Jazz verbunden. Er arbeitete zu Beginn seiner Profikarriere mit Gerry Mulligan, Benny Carter, Tony Bennett und anderen. Im Jahr 1995 wurde er Mitglied von Phil Woods’ Quintett. Danach bildete er eigenen Formationen, mit denen erste Alben unter eigenem Namen auf Criss Cross Jazz und Chiaroscuro entstehen. In den 1990er Jahren bildete Charlap ein Klaviertrio, dem der Bassist Peter Washington und der Schlagzeuger Kenny Washington angehörten und trat auch im New Yorker Jazzclub Village Vanguard auf.
Er nahm insgesamt sechs Alben als Leader für das Blue Note Label auf, wie die zwei Grammy nominierten CDs Somewhere, (die sich mit der Musik von Leonard Bernstein beschäftigt), sowie The Bill Charlap Trio, Live at the Village Vanguard. Im Jahr 2002 entstand für Blue Note mit den Gästen Frank Wess, Shirley Horn und Tony Bennett das Album Stardust. Unter dem Namen New York Trio (mit Bassist Jay Leonhart und Drummer Bill Stewart) nahm Charlap seit 2001 diverse Alben auf (die ausschließlich in Japan erschienen). 2013 arbeitet er mit einem Nonett im Stil von Birth of the Cool, dem Frank Wess, Bucky Pizzarelli, Jeremy Pelt und die Sängerin Mary Stallings angehören.
Bill Charlap arbeitet außerdem seit 2004, als er Dick Hyman ablöste, als künstlerischer Leiter des Programms New York's 92nd Street ›Jazz in July‹ sowie mit der Sängerin Mary Cleere Haran. Er ist seit 2007 mit der kanadischen Jazzpianistin Renee Rosnes verheiratet.
2015 nahm Charlap mit Tony Bennett ein Album mit Jerome-Kern-Kompositionen unter dem Titel The Silver Lining auf. Es wurde bei den Grammy Awards 2016 in der Kategorie Bestes Gesangsalbum – Traditioneller Pop ausgezeichnet.

## Auswahldiskographie

### Klavierduo
- 2010: Double Portrait, mit Renee Rosnes (Blue Note)

### Als Leader/Co-Leader
- 1991–93: Along With Me (Chiaroscuro)
- 1993: Bill Charlap & Sean Smith (Progressive)
- 1995: Souvenir (Criss Cross)
- 1996: Gene Bertoncini with Bill Charlap and Sean Smith (Chiaroscuro Records)
- 1996: The Gerry Mulligan Songbook (Chiaroscuro)
- 1996: Distant Star (Criss Cross)
- 1998: All Through the Night (Criss Cross)
- 2000: Written in the Stars (Blue Note)
- Contrasts, Jon Gordon/Bill Charlap (Double-Time)
- 2004: Somewhere: The Songs of Leonard Bernstein (Blue Note)
- 2005: Plays George Gershwin: The American Soul (Blue Note)
- 2005: Bill Charlap/Sandy Stewart: Love Is Here to Stay (Blue Note)
- 2007: Bill Charlap Trio: Live at the Village Vanguard (Blue Note)
- 2015: The Silver Lining: The Songs of Jerome Kern (Tony Bennett & Bill Charlap)
- 2016: Bill Charlap Trio: Notes from New York (Impulse!)
- 2021: Street of Dreams (Blue Note)
- 2024: Bill Charlap Trio: And Then Again (Blue Note)[2]

### Als Sideman
- Johnny Frigo – Johnny Frigo's DNA Exposed! (Arbors Records)
- Ruby Braff – You Brought a New Kind of Love (Arbors Records)
- Phil Woods – The Great American Songbook, Volumes 1 & 2 (Kind Of Blue)